# Yves Saint Laurent (entreprise)
Pour les articles homonymes, voir Yves Saint Laurent (homonymie).
Yves Saint Laurent, communément appelée YSL, est une entreprise française de luxe spécialisée dans le prêt-à-porter, la maroquinerie, les chaussures, et les accessoires de luxe (joaillerie et lunetterie).
Fondée en 1961 par Pierre Bergé et le couturier Yves Saint Laurent, la maison de couture est rachetée à la fin des années 1990 par ce qui est aujourd'hui le groupe Kering. Depuis 2012, sous l'impulsion d'Hedi Slimane, l'entreprise utilise la marque « Saint Laurent » pour l'ensemble de sa ligne de prêt-à-porter, ainsi qu'un nouveau logo utilisant les termes « Saint Laurent - Paris ».
Francesca Bellettini est directrice générale de la maison depuis 2013, et Anthony Vaccarello directeur artistique depuis 2016. En 2023, la maison enregistre un chiffre d'affaires de 3,179 milliards d'euro.

## Histoire

### Après Dior

Le logotype d'origine de la maison de couture. Depuis la venue d'Hedi Slimane, il a été modifié, portant le nom : Saint Laurent Paris.

Au début des années 1960, le couturier Yves Saint Laurent quitte la maison Dior depuis quelque temps, auréolé d'un succès immense. « On va créer une maison de couture, toi et moi, et tu la dirigeras » dit le couturier à Pierre Bergé. Jacques Rouet, alors à la direction de Dior, monte le plan d'affaires. Avant même que l'entreprise n'ouvre, les dépenses vont bon train. Pierre Bergé se lance à la recherche des fonds nécessaires à l'ouverture de la maison de couture. Il est obligé de vendre des tableaux de Buffet dont il a été le compagnon, ainsi que son appartement du 4e.
Avec le soutien financier de J. Mack Robinson (en), ils fondent la maison de couture Yves Saint Laurent. L’américain Robinson possède alors 80 % des parts et impose que le Women's Wear Daily dispose en avant première de tout ce que la presse doit savoir.
En juillet 1961, la maison s'installe dans un deux-pièces rue La Boétie pour ensuite rapidement déménager au 11, rue Jean-Goujon ; dès les débuts sont présents Gabrielle Busschaert, Claude Licard, et le mannequin Victoire Doutreleau, ainsi que nombre d'employées de Dior. La maison ouvre officiellement le 4 décembre de la même année et va par la suite s'installer dans un grand hôtel particulier luxueux rue Spontini, le lieu de la rue Jean-Goujon étant peu pratique. Le logo de Cassandre avec les trois lettres Y, S et L imbriquées est dessiné.
La première collection est présentée le 29 janvier 1962 et se caractérise par l'intégration du vêtement fonctionnel dans la mode féminine ; deux ans plus tard sortira le premier parfum. Si cette première collection — réalisée sans aucune prise de risque de la part du couturier — reçoit un succès d'estime, cela n'empêche pas l'entreprise de perdre de l'argent ; Robinson, qui avait promis d'investir l'immense somme de 700 000 dollars sur trois ans, ne voit pas de retour sur investissement et souhaite quitter l'affaire. Bergé trouve alors un nouvel investisseur en la personne de David Salomon de Charles of the Ritz. En 1965, la société de parfums et cosmétiques Charles of the Ritz (en) rachète 80 % de l'entreprise pour un million de dollars, le duo Bergé-Saint Laurent conservant le reste. Celui-ci a « carte blanche » pour gérer la couture qui reste en perte durant plusieurs années. Charles of the Ritz lance Y en 1964, le premier parfum créé par Yves Saint Laurent. L'accord prévoit que le groupe américain reverse 5 % des ventes de parfums à la maison de couture française.

### Vers le prêt-à-porter
L'accord est simple : l'entreprise de cosmétiques commercialise des parfums au nom d'Yves Saint Laurent et reverse une partie des bénéfices ; les liquidités abondent pour investir dans la future ligne de prêt-à-porter. Au départ, seules des collections de haute couture sont présentées. Les créations qui deviendront emblématiques s'enchaînent : la robe Mondrian, Le smoking, ou la saharienne. Mais l'époque voit apparaître la révolution du « prêt-à-porter des couturiers » portée par Cardin ou Courrèges qui voient là une solution face à la mauvaise rentabilité de la haute couture. Ce prêt-à-porter luxueux va apparaître chez Yves Saint Laurent sous la dénomination de « rive gauche ». Si cette haute couture rapporte peu, tirée par le prêt-à-porter Rive gauche, la maison va devenir florissante : « la couture est une maitresse qui coûte beaucoup d'argent » précise le couturier.

Logo initial d'yves saint laurent.

La première boutique située rue de Tournon lance les tailleurs-pantalons du couturier à prix abordable. Un partenariat est établi avec le groupe Mendès pour la fabrication du prêt-à-porter. En 1973, le partenariat se transforme en système de licence et confère au groupe Mendès la mainmise totale sur la fabrication et la distribution de Saint Laurent rive gauche.
Dans les années 1970, la société tire la majorité de ses recettes de licences en tous genres (cigarettes, lunettes, casquettes, serviettes…) et surtout des parfums. En 1972, Pierre Bergé et Yves Saint Laurent rachètent les 80 % du groupe Yves Saint Laurent détenus par Charles of the Ritz ; ils deviennent « leurs propres patrons » en rachetant la couture à la société américaine, qui conservera les parfums, pour finalement les revendre dans la foulée à Squibb. Entretemps, la maison sort sa ligne dédiée à l'homme avec Maurice Bidermann, et développe des produits sous licence pour différents marchés mondiaux. Le poids des clientes américaines est primordial pour le chiffre d'affaires, l'entreprise et le couturier ne peut agir sans cette pression. Il aura fallu une quinzaine d'années pour que l'entreprise rapporte de l'argent.
La maison et les 250 employés déménagent de nouveau en 1974, pour l'avenue Marceau qui deviendra bien plus tard le siège de la Fondation Pierre Bergé – Yves Saint Laurent : hôtel particulier d'époque Napoléon III de 2 000 m2 rénové avec 600 000 dollars de travaux et décoré avec du mobilier racheté à Dior, ce lieu sera surnommé le « château ». mais à partir de 1976, les collections haute couture sont présentées à l'hôtel Intercontinental, rue Scribe. En 1977, Yves Saint Laurent lance Opium, un parfum aux fleuris orientaux. Volontairement inspiré du nom de la drogue asiatique, le parfum fait scandale mais dès sa première année de commercialisation, ses ventes, au succès mondial et qui générera tant de revenus, atteignent 30 millions de dollars,. La ligne de maquillage apparait, 80 références en 1978, puis Kouros en 1981, suivi de Paris, grand succès lui aussi. L'entreprise est au firmament de la mode.
En avril 1980, Yves Saint Laurent s'associe au groupe Indréco pour entrer au capital du groupe C.Mendès qui fabrique et distribue les vêtements de prêt-à-porter Saint Laurent Rive Gauche et Chanel. Dans les années 1980, les ventes progressent encore ; la marque compte alors plus de 150 boutiques, dans 27 pays dont 15 aux États-Unis, ainsi que de multiples contrats de licence. En 1982, une somptueuse réception avec mille invités est donnée au Lido pour les vingt ans de la maison.
L'entreprise lance fin 1983 la ligne de prêt-à-porter Saint Laurent Variation, plus abordable financièrement que rive gauche.

### Restructuration
À l'automne 1986, l'entreprise prend possession, en s'endettant fortement, de la totalité des Parfums Yves Saint Laurent à travers l'achat de Charles of the Ritz, alors propriété de Squibb (en). Cette entreprise est dix fois plus grosse quant au chiffre d'affaires et est achetée trop cher (3 milliards de francs). Pour cela les propriétaires, Yves Saint Laurent et Pierre Bergé, jusqu'alors à égalité, s'associent avec Carlo De Benedetti. Ce dernier prend, à la suite d'un montage financier comportant plusieurs augmentations de capital, 49,9 % du capital,,,, par l'intermédiaire de sa holding Cerus dirigée alors par Alain Minc.
En juin 1989, Cerus vend une partie de sa participation (de 49,9 % à 15 %) à l'entreprise elle-même. Elle s'endette grâce à une augmentation de capital privée de 1,2 milliard de francs. Et pour financer celle-ci l'entreprise s'introduit avec succès à la bourse de Paris le 12 juillet 1989,,. Les dirigeants ont toutefois pris, au préalable, la précaution de transformer la société avec des statuts en commandite. Ainsi ils ne peuvent pas perdre le contrôle de l'entreprise.
En 1990, la couture réalise 500 millions de francs de chiffre d'affaires, cinq fois moins que les parfums.
En avril 1991, Carlo de Benedetti, qui a d'autres affaires à gérer, doit céder le reste de ses parts (14,9 % du capital). C'est une autre société appartenant à Yves Saint Laurent et Pierre Bergé qui s'en porte acquéreur pour 545 millions de francs grâce à un fort endettement,.
En novembre 1992, la Commission des opérations de bourse (COB), saisie par des actionnaires minoritaires, ouvre une enquête pour délit d'initié lors de l'échange d'actions représentant 2 % du capital d'Yves Saint Laurent en septembre 1992 quelques jours avant la publication de mauvais résultats semestriels,. Or juste avant ces échanges, le président Pierre Bergé annonçait au Nouvel Économiste qu'au moins 14,9 % du capital d'Yves Saint-Laurent était à vendre. Ce qui avait fait monter les cours de l'action. En 1994, Pierre Bergé est condamné à trois millions de francs d'amende pour délit d'initié par la Commission des opérations de bourse (COB), somme réduite à un million de francs en appel. Cette décision fera jurisprudence en donnant à la COB la compétence pour sanctionner des délits d'initié, y compris si les transactions ont lieu à l'étranger pour des actions cotées en France. Au pénal, il obtient un non-lieu en 1995,.

### Elf-Sanofi
Yves Saint Laurent est en vente en tout ou partie depuis en réalité dix-huit mois. Mais Pierre Bergé ne trouve pas preneur car les conditions demandées repoussent les acheteurs potentiels. Finalement, le 19 janvier 1993, Sanofi, filiale d'Elf, annonce l'achat d'Yves Saint Laurent par le biais d'une fusion absorption. Une opération qui valorise Yves Saint Laurent à 3,7 milliards de francs,. Cela crée une polémique politique car Yves Saint Laurent est une entreprise très endettée qui est très généreusement rachetée par Elf à deux mois des élections législatives,,. Or Elf appartient à 80 % à l’État français et Pierre Bergé est un proche de François Mitterrand, président de la République. La fusion absorption est finalement votée en mai 1993,. Pierre Bergé et Yves Saint Laurent conservent la direction de la couture,, avec seulement 10 % des actions de cette partie, soit 150 millions de francs. Toutefois ils réalisent chacun une plus value de trois cents millions de francs avant impôt auxquelles s'ajoutent dix millions de francs annuels chacun pour leur activité de conseil et création dans les parfums et cosmétiques,,.
Rapidement, le groupe Sanofi constate que l'acquisition du groupe Yves Saint Laurent ne permet pas de faire progresser la rentabilité de son pôle Beauté,, malgré l'augmentation importante de produits fabriqués sous licence. Le couturier se concentre désormais uniquement sur la haute couture : Alber Elbaz va le remplacer à la création du prêt-à-porter féminin, et Hedi Slimane pour l'homme ; ce dernier quittera l'entreprise au début des années 2000 pour y revenir une dizaine d'années après.
Le 12 juillet 1998, juste avant le coup de sifflet de la finale de la Coupe du monde de football, 174 modèles présentant 40 ans d'histoire de la maison Yves Saint Laurent défilent sur le terrain du Stade de France, « le défilé de mode le plus médiatisé de l'Histoire » visionné en direct par 1,8 milliard de téléspectateurs à travers le monde,.

### Gucci group
Vers la fin des années 1990, la branche « Beauté » d'Elf-Sanofi, propriétaire d'Yves Saint Laurent, est à vendre. François Pinault, à travers sa holding Artémis s'en porte acquéreur pour rapidement céder la maison de couture, y compris les parfums, à ce qui va devenir le pôle luxe (appelé alors le Gucci Group, groupe qu'il vient d'acheter) du groupe Pinault-Printemps-Redoute, (de nos jours rebaptisé Kering). La direction est séparée : d'un côté les parfums et le prêt-à-porter sous la responsabilité de Domenico de Sole (alors PDG de Gucci) et de Tom Ford, de l'autre la haute couture que Pierre Bergé a réussi à conserver et qui appartient directement à Artémis,. Cette activité, gourmande et non rentable, est généreusement financée par François Pinault, à pertes. Ce rapprochement entre Saint Laurent et le groupe Gucci entraîne des synergies conduisant à des licenciements.
Dès le premier défilé de prêt-à-porter signé Tom Ford en octobre 2000, le couturier français est absent, préférant partir au Maroc ; pour le défilé suivant en janvier 2001, il n'est toujours pas là ; mais il se trouve le lendemain avec Betty Catroux et Catherine Deneuve, ses égéries, au défilé Dior Homme, marque appartenant à Bernard Arnault le concurrent de François Pinault. Suzy Menkes souligne que les créations de Tom Ford sont « très Gucci », ce qu'Yves Saint Laurent ne supporte pas. Peu après, la haute couture est arrêtée, quelques années avant la mort du couturier.

### Relance
Mais la maison de mode perd de l'argent depuis plusieurs années,, même si ces années là, le nombre de boutiques est multiplié par quatre. Bien que majoritairement soutenu par la presse américaine, le choix de Tom Ford pour la maison française est un échec artistique et financier, et celui-ci se trouve remplacé par Stefano Pilati, son assistant depuis 2000 ; ce dernier « reconstitue » le style Yves Saint Laurent loin de celui de son prédécesseur, et redresse les comptes de l'entreprise, : le chiffre d'affaires augmente notamment grâce à la diversification vers les sacs, chaussures et accessoires,, ; pourtant, malgré la progression du chiffre d'affaires, le manque de bénéfices est toujours là, la maison cumulant plusieurs centaines de millions d'euros de pertes depuis son rachat.
Les parfums de la marque sont maintenant détenus par le groupe L'Oréal depuis 2008. Valérie Hermann qui dirigeait l'entreprise est remplacée par Paul Deneve. Le nombre de boutiques en nom propre augmente.

### Groupe PPR / Kering
En février 2012, Hedi Slimane est nommé directeur de la création d'Yves Saint Laurent, et Francesca Bellettini PDG en juillet 2013. Le nom commercial d'Yves Saint Laurent devient Saint Laurent Paris et les ateliers déménagent de Paris à Los Angeles. Sous l'impulsion du styliste, la marque change de dénomination pour ce qui concerne le prêt-à-porter ; ce changement de nom n'entraine pas de modification du logo historique créé par Cassandre. À propos de ce changement, Pierre Bergé — qui a pour habitude de soutenir toujours publiquement Slimane — déclare que « la marque revient aux fondamentaux de 1966 », précisant qu'« à l'époque, quand Yves Saint Laurent a créé sa ligne de prêt-à-porter, nous avions choisi ensemble de l'appeler Saint Laurent » et « Il a respecté les codes d'Yves Saint Laurent en se les réappropriant intelligemment » souligne Pierre Bergé. Hedi Slimane reçoit également le soutien de Betty Catroux à propos de cette évolution. La suppression du prénom coupant l’héritage avec le fondateur, le styliste avait fait de même auparavant en arrivant chez Dior, transformant Christian Dior Monsieur en Dior Homme.
Le premier défilé pour la collection printemps-été 2013 révèle un mélange de pièces emblématiques revisitées et l'introduction d'un style rock californien, puis d'un style plus grunge les années suivantes.
En 2013, l'entreprise renoue enfin avec les bénéfices : en deux ans d'activité sous la responsabilité d'Hedi Slimane, la marque double son chiffre d'affaires. Profitant de cette dynamique commerciale, le styliste annonce lui-même que la marque souhaite revenir à la haute couture, domaine abandonné depuis plus d'une décennie. Mais au début de l'année suivante, Hedi Slimane quitte l'entreprise mais les relations avec son employeur sont restées compliquées durant son passage chez Saint Laurent, ne serait-ce que par la délocalisation de son studio de création à Los Angeles. Son départ ne se fait pas sans heurts ; il doit toucher 13 millions de dollars après un procès contre Kering pour « non application d'une clause de non-concurrence ». Le siège parisien est perquisitionné par la police et le fisc français en février 2021.
Hedi Slimane est remplacé par Anthony Vaccarello à la direction artistique, qui abandonne le style grunge de son prédecesseur pour revenir à une sensualité plus subtile en revisitant certains classiques de la maison,, un rendu "frondeur et sexy" selon Le Figaro.

## Publicité et critiques
En juin 2015, la société a été épinglée pour une publicité publiée dans le magazine Elle UK qui a été interdite par l'autorité de régulation de la publicité au Royaume-Uni qui a jugé que le mannequin qui y apparaissait était « maladivement maigre ».
Le 8 mars 2017, une nouvelle publicité pour la collection automne 2017 heurte des internautes qui y voient une « vision de la femme dégradante » et à nouveau l'utilisation de mannequin anorexique. La société est sommée de retirer deux affiches de cette campagne par l'Autorité de régulation professionnelle de la publicité (ARPP), qui les a jugé « dégradantes ».

## Évasion fiscale
Selon une enquête de Mediapart et du réseau European Investigative Collaborations (EIC), l'entreprise Yves Saint Laurent a évadé environ 180 millions d’euros d’impôts en France entre 2009 et 2017, via un montage offshore organisé par sa maison mère Kering. Entre 2009 et 2017, détaillent les journalistes, 550 millions d'euros de profits sont ainsi revenus à une filiale suisse de Kering, intitulée Luxury Goods International (LGI) et dont les bénéfices étaient imposés à hauteur d'environ 8 % par le canton du Tessin à l'aide d'un accord fiscal (alors que l'impôt sur les sociétés est de 33 % en France), tandis que l'entreprise ne réalisait officiellement en France que sept millions d'euros de profits cumulés entre 2009 et 2016 (donnant lieu à une imposition de 430 000 euros).

## Direction

### Haute couture

#### Direction générale
- 1961-2002 : Pierre Bergé

#### Direction artistique
- 1961-2002 : Yves Saint Laurent

### Prêt-à-porter

#### Direction générale
- 1961-1999 : Pierre Bergé
- 2000-2004 : Domenico de Sole
- 2005-2013 : Paul Deneuve
- Depuis 2013 : Francesca Bellettini

#### Direction artistique
- 1961-1998 : Yves Saint Laurent
- 1998-2000 : Alber Elbaz
- 2000-2004 : Tom Ford
- 2004-2012 : Stefano Pilati
- 2012-2016 : Hedi Slimane
- Depuis 2016 : Anthony Vaccarello

## Résultats financiers
|                                         | 2022  | 2023  |
| --------------------------------------- | ----- | ----- |
| Chiffre d'affaires (en millions d'euro) | 3 300 | 3 179 |
| Résultat net (en millions d'euro)       | 1 019 | 969   |

## Production cinématographique
En 2023, il est annoncé que l'entreprise développe une branche liée à la production de films dirigée par Anthony Vaccarello. Sous le nom Saint Laurent, la société produit les courts métrages Strange Way of Life (2023) de Pedro Almodóvar et Film annonce du film qui n'existera jamais : « Drôles de guerres » de Jean-Luc Godard. Saint Laurent produit ensuite des longs métrages comme Les Linceuls de David Cronenberg prévu pour 2024.
Films produit par Saint Laurent
 Sauf indication contraire, les informations mentionnées dans cette section peuvent être confirmées par la base de données cinématographiques IMDb,  présente dans la section « Liens externes ».
- 2019 : Lux Æterna de Gaspar Noé
- 2020 : Sportin' Life (documentaire) d'Abel Ferrara
- 2023 : Strange Way of Life (court métrage) de Pedro Almodóvar
- 2023 : Film annonce du film qui n'existera jamais : « Drôles de guerres » (court métrage) de Jean-Luc Godard
- 2024 : Les Linceuls de David Cronenberg
- 2024 : Parthénope de Paolo Sorrentino
- 2024 : Emilia Perez de Jacques Audiard